# Bluesugar World Tour Mondiale
Il Bluesugar World Tour è l'ottava tournée di Zucchero Fornaciari, la terza a livello mondiale, legata all'album Bluesugar uscito nel 1998.

## Il tour
Il tour, iniziato e concluso in Italia, è il secondo più lungo del cantante reggiano, con un totale di 131 spettacoli, comprensivi dei concerti al Night of the Proms. Per l'ultima tappa, Zucchero ha scelto la notte di Capodanno, "festeggiandola" in Piazza Duomo a Milano.
Come raccontato nell'autobiografia Il suono della domenica - Il romanzo della mia vita, nel 1999 Zucchero scoprì che, causa una cattiva gestione del budget da parte dei manager, il tour risultava in perdita. Henry Padovani e Miles Copeland furono licenziati: al loro posto arrivò Roger Forrester, ex-manager di Eric Clapton.

## Le tappe
- 12 febbraio:  Italia, Montichiari, PalaGeorge
- 13 febbraio:  Italia, Montichiari, PalaGeorge
- 14 febbraio:  Italia, Bolzano, PalaOnda
- 15 febbraio:  Italia, Treviso, PalaVerde
- 17 febbraio:  Italia, Milano, Mediolanum Forum
- 18 febbraio:  Italia, Milano, Mediolanum Forum
- 20 febbraio:  Italia, Firenze, Palasport
- 21 febbraio:  Italia, Torino, PalaStampa
- 23 febbraio:  Svizzera, Ginevra, Arena
- 24 febbraio:  Svizzera, Zurigo, Hallenstadion
- 26 febbraio:  Germania, Stoccarda, Hanns-Martin-Schleyer-Halle
- 28 febbraio:  Austria, Villaco, Stadthalle
- 29 febbraio:  Austria, Vienna, Musichall
- 2 marzo:  Italia, Perugia, PalaEvangelisti
- 3 marzo:  Italia, Roma, Palazzo dello Sport
- 4 marzo:  Italia, Bari, PalaFlorio
- 6 marzo:  Italia, Pesaro, BPA Palas
- 7 marzo:  Italia, Genova, Palasport
- 9 marzo:  Germania, Monaco di Baviera, Olympiahalle
- 10 marzo:  Germania, Fürth, Stadthalle
- 11 marzo:  Germania, Offenbach, Stadthalle
- 13 marzo:  Germania, Berlino, Columbiahalle
- 14 marzo:  Germania, Oberhausen, Arena
- 15 marzo:  Germania, Brema, Stadthalle
- 17 marzo:  Germania, Erfurt, Messenhalle
- 18 marzo:  Germania, Amburgo, Congress Center Hamburg
- 20 marzo:  Belgio, Bruxelles, Forest National
- 21 marzo:  Paesi Bassi, Tilburg, 13
- 23 marzo:  Francia, Parigi, Palais omnisports de Paris-Bercy (ospiti Noa, Paul Young, Cheb Mami e I Muvrini)
- 25 marzo:  Italia, Treviso, PalaVerde
- 28 marzo:  Italia, Acireale, Palasport
- 29 marzo:  Italia, Reggio Calabria, Palasport
- 31 marzo:  Italia, Catanzaro, Palasport
- 1º aprile:  Italia, Benevento, Palasport
- 22 aprile:  Francia, Saint-Avold
- 24 aprile:  Francia, Cannes, Palais Des Congres
- 27 aprile:  Spagna, Madrid, Sala Arena (ospite Rosana)
- 29 aprile:  Paesi Bassi, L'Aia, Haagse Koninginnedag
- 1º maggio:  Norvegia, Hemsedal, mountains
- 8 maggio:  Lettonia, Riga, Kipsala Hall
- 9 maggio:  Lituania, Vilnius, Sport Palace
- 11 maggio:  Estonia, Tallinn, Linnanhall
- 13 maggio:  Finlandia, Helsinki, House Of Culture
- 17 maggio:  Paesi Bassi, Amsterdam, Paradiso
- 18 maggio:  Paesi Bassi, Amsterdam, Paradiso
- 20 maggio:  Lussemburgo, Lussemburgo, Patinoire
- 21 maggio:  Germania, Nürburgring, Rock Am Ring
- 23 maggio:  Germania, Norimberga, Rock Im Park
- 24 maggio:  Regno Unito, Brighton (ospiti The Chieftains)
- 26 maggio:  Regno Unito, Londra (ospiti The Chieftains)
- 31 maggio:  Austria, Imst, Festival (con The Rolling Stones)
- 3 giugno:  Francia, Marsiglia, Le Dome
- 4 giugno:  Francia, Tolosa, Zenith
- 6 giugno:  Francia, Annecy, Halle Des Expos
- 14 giugno:  Regno Unito, Londra, Royal Festival Hall
- 18 giugno:  Italia, Imola, Heineken Jammin' Festival
- 26 giugno:  Ucraina, Kiev, Rockiev Fest
- 29 giugno:  Slovenia, Portorose, Amphitheater
- 3 luglio:  Germania, Eschenbach, Huslenmoos
- 10 luglio:  Germania, Amburgo, Stadtpark
- 12 luglio:  Monaco, Monte Carlo, Sporting Monte-Carlo
- 13 luglio:  Monaco, Monte Carlo, Sporting Monte-Carlo
- 17 luglio:  Portogallo, Póvoa de Varzim, C. da Povoa
- 18 luglio:  Portogallo, Lisbona, Open Air Festival
- 21 luglio: Ostres Festival
- 23 luglio:  Belgio, Spa, Eurofollies
- 24 luglio:  Germania, Lörrach, Stimmen
- 25 luglio:  Svizzera, Nyon, Paleo
- 26 luglio:  Francia, Tolone, Festival
- 29 luglio:  Tunisia, Tunisi, Carthage Festival (ospiti Cheb Mami e Claudio Baglioni)
- 31 luglio:  Italia, Arbatax, Rocce Rosse Blues Festival

- 5 settembre:  Italia, Capo d’Orlando, Stadio Comunale
- 6 settembre:  Italia, Caltavuturo, Campo Sportivo
- 7 settembre:  Italia, Tuscania, Stadio
- 9 settembre:  Italia, Reggio Emilia, Festa de l'Unità (ospite Mauro Pagani)
- 12 settembre:  Italia, Verona, Arena (ospiti The Chieftains e Pino Daniele)
- 14 settembre:  Italia, Taranto, Stadio Erasmo Iacovone
- 15 settembre:  Italia, Foggia, Ippodromo
- 18 settembre:  Germania, Gerolstein, Open Air Festival
- 19 settembre:  Francia, Mulhouse
- 21 settembre:  Italia, Agrigento, Valle dei Templi
- 25 settembre:  Italia, Cagliari, Fiera
- 1º ottobre:  Stati Uniti, Las Vegas, NV, House Of Blues
- 2 ottobre:  Stati Uniti, West Hollywood, CA, House Of Blues
- 3 ottobre:  Stati Uniti, San Francisco, CA, The Fillmore
- 5 ottobre:  Stati Uniti, Chicago, IL, House Of Blues
- 6 ottobre:  Canada, Toronto, ON, Massey Hall
- 7 ottobre:  Canada, Montréal, QC, La Dome Night Club
- 9 ottobre:  Stati Uniti, Atlantic City, NJ, Crystal Ballroom
- 10 ottobre:  Stati Uniti, Mashantucket, CT, Fox Theater
- 12 ottobre:  Messico, Città del Messico, Hard Rock Live
- 14 ottobre:  Venezuela, Caracas, C.I.E.C.
- 16 ottobre:  Stati Uniti, Washington, DC, Italo American Convention (con Bill Clinton) (ospiti: Sting e Elton John)
- 30 ottobre:  Belgio, Anversa, Palais des sports
- 31 ottobre:  Belgio, Anversa, Palais des sports
- 1º novembre:  Belgio, Anversa, Palais des sports
- 4 novembre:  Belgio, Anversa, Palais des sports
- 5 novembre:  Belgio, Anversa, Palais des sports
- 6 novembre:  Belgio, Anversa, Palais des sports
- 7 novembre:  Belgio, Anversa, Palais des sports
- 10 novembre:  Belgio, Anversa, Palais des sports
- 11 novembre:  Belgio, Anversa, Palais des sports
- 12 novembre:  Germania, Dortmund, Westfalenhallen
- 13 novembre:  Germania, Dortmund, Westfalenhallen
- 14 novembre:  Francia, Parigi, Gala de danse salle Pleyel
- 15 novembre:  Paesi Bassi, Rotterdam, Ahoy
- 16 novembre:  Paesi Bassi, Rotterdam, Ahoy
- 17 novembre:  Paesi Bassi, Rotterdam, Ahoy
- 18 novembre:  Paesi Bassi, Rotterdam, Ahoy
- 19 novembre:  Paesi Bassi, Rotterdam, Ahoy
- 20 novembre:  Paesi Bassi, Rotterdam, Ahoy
- 21 novembre:  Paesi Bassi, Rotterdam, Ahoy
- 22 novembre:  Paesi Bassi, Rotterdam, Ahoy
- 25 novembre:  Belgio, Anversa, Palais des sports
- 26 novembre:  Belgio, Anversa, Palais des sports
- 27 novembre:  Belgio, Anversa, Palais des sports
- 28 novembre:  Belgio, Anversa, Palais des sports
- 2 dicembre:  Belgio, Anversa, Palais des sports
- 3 dicembre:  Belgio, Anversa, Palais des sports
- 4 dicembre:  Belgio, Anversa, Palais des sports
- 5 dicembre:  Belgio, Anversa, Palais des sports
- 6 dicembre:  Paesi Bassi, Rotterdam, Ahoy
- 7 dicembre:  Paesi Bassi, Rotterdam, Ahoy
- 9 dicembre:  Svizzera, Zurigo, Hallenstadion
- 10 dicembre:  Germania, Monaco di Baviera, Olympiahalle
- 11 dicembre:  Germania, Monaco di Baviera, Olympiahalle
- 12 dicembre:  Germania, Erfurt, Messehalle
- 14 dicembre:  Danimarca, Copenaghen, Forum
- 15 dicembre:  Germania, Brema, Stadthalle
- 17 dicembre:  Germania, Francoforte sul Meno, Festhalle
- 31 dicembre:  Italia, Milano, Piazza Duomo

Nelle date estere non venne inclusa la sezione d'archi.

## La scaletta
1. You make me feel loved
2. Temporaneamente x sempre tuo
3. Back 2 u
4. Arcord
5. Blu
6. Dopo di noi
7. Donkey tonkey
8. Diavolo in me
9. Eccetera eccetera
10. Puro amore
11. Karma stai calma
12. Overdose d'amore
13. Il mare impetuoso al tramonto sali sulla luna
14. Il volo
15. Menta e rosmarino
16. Diamante
17. Madre dolcissima
18. Con le mani
19. A wonderful world
20. Senza una donna (Europa) / Hey man (Italia)
21. Così celeste
22. X colpa di chi
23. I tempi cambieranno/Hai scelto me/Va pensiero (a scelta)

## La band
- Luciano Luisi (MD/tastiere)
- Mario Schilirò (chitarra)
- Derek Wilson (batteria)
- Manuela Borzi (batteria solo in alcune date della prima parte del tour)
- Gail Ann Dorsey (basso e voce, solo nella prima parte del tour)
- Dwayne Thomas (basso, solo nella seconda parte del tour)
- James Thompson (fiati/chitarra)
- Mark Feltham (armonica)
- Massimo Greco (tromba, solo nella seconda parte del tour)
- Gaia Mecocci, Federica Bergamaschi, Benedetta Chiari, Claudia Perdani (archi)